# ゴールデングローブ賞 監督賞
ゴールデングローブ賞監督賞（Golden Globe Award for Best Director - Motion Picture）は、ゴールデングローブ賞の部門の一つである。
最多受賞者はエリア・カザンであり、候補に挙がった4回全てで受賞を果たしている。カザンに次いでクリント・イーストウッド、ミロス・フォアマン、デヴィッド・リーン、マーティン・スコセッシ、オリバー・ストーン、スティーヴン・スピルバーグが3回受賞している。最多候補者はスティーヴン・スピルバーグの14回である。また2022年度までで女性の受賞者はバーブラ・ストライサンドとクロエ・ジャオ、ジェーン・カンピオンの3名のみである。

## 受賞者一覧
- 太字が受賞者。
- 「†」付きは同年のアカデミー監督賞受賞者。

### 1940年代
| 年   | 作品名                   | 候補者                 |
| ---- | ------------------------ | ---------------------- |
| 1943 | 聖処女                   | ヘンリー・キング       |
| 1944 | 我が道を往く             | レオ・マッケリー †     |
| 1945 | 失われた週末             | ビリー・ワイルダー †   |
| 1946 | 素晴らしき哉、人生!      | フランク・キャプラ     |
| 1947 | 紳士協定                 | エリア・カザン †       |
| 1948 | 黄金                     | ジョン・ヒューストン † |
| 1949 | オール・ザ・キングスメン | ロバート・ロッセン     |

### 1950年代
| 年   | 作品名                   | 候補者                            |
| ---- | ------------------------ | --------------------------------- |
| 1950 | サンセット大通り         | ビリー・ワイルダー                |
| 1950 | イヴの総て               | ジョーゼフ・L・マンキーウィッツ † |
| 1950 | アスファルト・ジャングル | ジョン・ヒューストン              |
| 1950 | ボーン・イエスタデイ     | ジョージ・キューカー              |
| 1951 | セールスマンの死         | ラズロ・ベネディク                |
| 1951 | 巴里のアメリカ人         | ヴィンセント・ミネリ              |
| 1951 | 陽のあたる場所           | ジョージ・スティーヴンス †        |
| 1952 | 地上最大のショウ         | セシル・B・デミル                 |
| 1952 | その女を殺せ             | リチャード・フライシャー          |
| 1952 | 静かなる男               | ジョン・フォード †                |
| 1953 | 地上より永遠に           | フレッド・ジンネマン †            |
| 1954 | 波止場                   | エリア・カザン †                  |
| 1955 | ピクニック               | ジョシュア・ローガン              |
| 1956 | ベビイ・ドール           | エリア・カザン                    |
| 1956 | 八十日間世界一周         | マイケル・アンダーソン            |
| 1956 | ジャイアンツ             | ジョージ・スティーヴンス †        |
| 1956 | 炎の人ゴッホ             | ヴィンセント・ミネリ              |
| 1956 | 戦争と平和               | キング・ヴィダー                  |
| 1957 | 戦場にかける橋           | デヴィッド・リーン †              |
| 1957 | 十二人の怒れる男         | シドニー・ルメット                |
| 1957 | 夜を逃れて               | フレッド・ジンネマン              |
| 1957 | サヨナラ                 | ジョシュア・ローガン              |
| 1957 | 情婦                     | ビリー・ワイルダー                |
| 1958 | 恋の手ほどき             | ヴィンセント・ミネリ †            |
| 1958 | 熱いトタン屋根の猫       | リチャード・ブルックス            |
| 1958 | 手錠のまゝの脱獄         | スタンリー・クレイマー            |
| 1958 | 私は死にたくない         | ロバート・ワイズ                  |
| 1958 | 旅路                     | デルバート・マン                  |
| 1959 | ベン・ハー               | ウィリアム・ワイラー †            |
| 1959 | 或る殺人                 | オットー・プレミンジャー          |
| 1959 | アンネの日記             | ジョージ・スティーヴンス          |
| 1959 | 尼僧物語                 | フレッド・ジンネマン              |
| 1959 | 渚にて                   | スタンリー・クレイマー            |

### 1960年代
| 年   | 作品名                             | 候補者                                    |
| ---- | ---------------------------------- | ----------------------------------------- |
| 1960 | 息子と恋人                         | ジャック・カーディフ                      |
| 1960 | アパートの鍵貸します               | ビリー・ワイルダー †                      |
| 1960 | エルマー・ガントリー/魅せられた男  | リチャード・ブルックス                    |
| 1960 | スパルタカス                       | スタンリー・キューブリック                |
| 1960 | サンダウナーズ                     | フレッド・ジンネマン                      |
| 1961 | ニュールンベルグ裁判               | スタンリー・クレイマー                    |
| 1961 | 噂の二人                           | ウィリアム・ワイラー                      |
| 1961 | エル・シド                         | アンソニー・マン                          |
| 1961 | ナヴァロンの要塞                   | J・リー・トンプソン                       |
| 1961 | ウエスト・サイド物語               | ジェローム・ロビンズ † ロバート・ワイズ † |
| 1962 | アラビアのロレンス                 | デヴィッド・リーン †                      |
| 1962 | 青年                               | マーティン・リット                        |
| 1962 | My Son, the Hero                   | イスマエル・ロドリゲス                    |
| 1962 | チャップマン報告                   | ジョージ・キューカー                      |
| 1962 | 酒とバラの日々                     | ブレイク・エドワーズ                      |
| 1962 | フロイド/隠された欲望              | ジョン・ヒューストン                      |
| 1962 | ジプシー                           | マーヴィン・ルロイ                        |
| 1962 | ロリータ                           | スタンリー・キューブリック                |
| 1962 | 影なき狙撃者                       | ジョン・フランケンハイマー                |
| 1962 | The Music Man                      | モートン・ダコスタ                        |
| 1962 | アラバマ物語                       | ロバート・マリガン                        |
| 1963 | アメリカ アメリカ                  | エリア・カザン                            |
| 1963 | 枢機卿                             | オットー・プレミンジャー                  |
| 1963 | The Caretakers                     | ホール・バートレット                      |
| 1963 | クレオパトラ                       | ジョーゼフ・L・マンキーウィッツ           |
| 1963 | たたり                             | ロバート・ワイズ                          |
| 1963 | ハッド                             | マーティン・リット                        |
| 1963 | 侵略                               | ジョージ・イングランド                    |
| 1963 | トム・ジョーンズの華麗な冒険       | トニー・リチャードソン †                  |
| 1964 | マイ・フェア・レディ               | ジョージ・キューカー †                    |
| 1964 | ベケット                           | ピーター・グレンヴィル                    |
| 1964 | イグアナの夜                       | ジョン・ヒューストン                      |
| 1964 | 五月の七日間                       | ジョン・フランケンハイマー                |
| 1964 | その男ゾルバ                       | マイケル・カコヤニス                      |
| 1965 | ドクトル・ジバゴ                   | デヴィッド・リーン                        |
| 1965 | コレクター                         | ウィリアム・ワイラー                      |
| 1965 | ダーリング                         | ジョン・シュレシンジャー                  |
| 1965 | いつか見た青い空                   | ガイ・グリーン                            |
| 1965 | サウンド・オブ・ミュージック       | ロバート・ワイズ †                        |
| 1966 | わが命つきるとも                   | フレッド・ジンネマン †                    |
| 1966 | アルフィー                         | ルイス・ギルバート                        |
| 1966 | 男と女                             | クロード・ルルーシュ                      |
| 1966 | 砲艦サンパブロ                     | ロバート・ワイズ                          |
| 1966 | バージニア・ウルフなんかこわくない | マイク・ニコルズ                          |
| 1967 | 卒業                               | マイク・ニコルズ †                        |
| 1967 | 俺たちに明日はない                 | アーサー・ペン                            |
| 1967 | 女狐                               | マーク・ライデル                          |
| 1967 | 招かれざる客                       | スタンリー・クレイマー                    |
| 1967 | 夜の大捜査線                       | ノーマン・ジュイソン                      |
| 1968 | レーチェル レーチェル              | ポール・ニューマン                        |
| 1968 | 冬のライオン                       | アンソニー・ハーヴェイ                    |
| 1968 | オリバー!                          | キャロル・リード †                        |
| 1968 | ファニー・ガール                   | ウィリアム・ワイラー                      |
| 1968 | ロミオとジュリエット               | フランコ・ゼフィレッリ                    |
| 1969 | 1000日のアン                       | チャールズ・ジャロット                    |
| 1969 | ハロー・ドーリー!                  | ジーン・ケリー                            |
| 1969 | 真夜中のカーボーイ                 | ジョン・シュレシンジャー †                |
| 1969 | サンタ・ビットリアの秘密           | スタンリー・クレイマー                    |
| 1969 | ひとりぼっちの青春                 | シドニー・ポラック                        |

### 1970年代
| 年   | 作品名                            | 候補者                           |
| ---- | --------------------------------- | -------------------------------- |
| 1970 | ある愛の詩                        | アーサー・ヒラー                 |
| 1970 | ファイブ・イージー・ピーセス      | ボブ・ラフェルソン               |
| 1970 | M★A★S★H マッシュ                  | ロバート・アルトマン             |
| 1970 | パットン大戦車軍団                | フランクリン・J・シャフナー †    |
| 1970 | 恋する女たち                      | ケン・ラッセル                   |
| 1971 | フレンチ・コネクション            | ウィリアム・フリードキン †       |
| 1971 | 時計じかけのオレンジ              | スタンリー・キューブリック       |
| 1971 | 屋根の上のバイオリン弾き          | ノーマン・ジュイソン             |
| 1971 | ラスト・ショー                    | ピーター・ボグダノヴィッチ       |
| 1971 | おもいでの夏                      | ロバート・マリガン               |
| 1972 | ゴッドファーザー                  | フランシス・フォード・コッポラ   |
| 1972 | お熱い夜をあなたに                | ビリー・ワイルダー               |
| 1972 | キャバレー                        | ボブ・フォッシー †               |
| 1972 | 脱出                              | ジョン・ブアマン                 |
| 1972 | フレンジー                        | アルフレッド・ヒッチコック       |
| 1973 | エクソシスト                      | ウィリアム・フリードキン         |
| 1973 | アメリカン・グラフィティ          | ジョージ・ルーカス               |
| 1973 | ジャッカルの日                    | フレッド・ジンネマン             |
| 1973 | ラストタンゴ・イン・パリ          | ベルナルド・ベルトルッチ         |
| 1973 | ペーパー・ムーン                  | ピーター・ボグダノヴィッチ       |
| 1974 | チャイナタウン                    | ロマン・ポランスキー             |
| 1974 | カンバセーション…盗聴…            | フランシス・フォード・コッポラ   |
| 1974 | ゴッドファーザー PART II          | フランシス・フォード・コッポラ † |
| 1974 | レニー・ブルース                  | ボブ・フォッシー                 |
| 1974 | こわれゆく女                      | ジョン・カサヴェテス             |
| 1975 | カッコーの巣の上で                | ミロス・フォアマン †             |
| 1975 | バリー・リンドン                  | スタンリー・キューブリック       |
| 1975 | 狼たちの午後                      | シドニー・ルメット               |
| 1975 | ジョーズ                          | スティーヴン・スピルバーグ       |
| 1975 | ナッシュビル                      | ロバート・アルトマン             |
| 1976 | ネットワーク                      | シドニー・ルメット               |
| 1976 | 大統領の陰謀                      | アラン・J・パクラ                |
| 1976 | ウディ・ガスリー/わが心のふるさと | ハル・アシュビー                 |
| 1976 | マラソンマン                      | ジョン・シュレシンジャー         |
| 1976 | ロッキー                          | ジョン・G・アヴィルドセン †      |
| 1977 | 愛と喝采の日々                    | ハーバート・ロス                 |
| 1977 | アニー・ホール                    | ウディ・アレン †                 |
| 1977 | 未知との遭遇                      | スティーヴン・スピルバーグ       |
| 1977 | ジュリア                          | フレッド・ジンネマン             |
| 1977 | スター・ウォーズ                  | ジョージ・ルーカス               |
| 1978 | ディア・ハンター                  | マイケル・チミノ †               |
| 1978 | 結婚しない女                      | ポール・マザースキー             |
| 1978 | 帰郷                              | ハル・アシュビー                 |
| 1978 | 天国の日々                        | テレンス・マリック               |
| 1978 | インテリア                        | ウディ・アレン                   |
| 1978 | ミッドナイト・エクスプレス        | アラン・パーカー                 |
| 1979 | 地獄の黙示録                      | フランシス・フォード・コッポラ   |
| 1979 | チャンス                          | ハル・アシュビー                 |
| 1979 | ヤング・ゼネレーション            | ピーター・イェーツ               |
| 1979 | チャイナ・シンドローム            | ジェームズ・ブリッジス           |
| 1979 | クレイマー、クレイマー            | ロバート・ベントン †             |

### 1980年代
| 年   | 作品名                                     | 候補者                         |
| ---- | ------------------------------------------ | ------------------------------ |
| 1980 | 普通の人々                                 | ロバート・レッドフォード †     |
| 1980 | エレファント・マン                         | デヴィッド・リンチ             |
| 1980 | レイジング・ブル                           | マーティン・スコセッシ         |
| 1980 | スタントマン                               | リチャード・ラッシュ           |
| 1980 | テス                                       | ロマン・ポランスキー           |
| 1981 | レッズ                                     | ウォーレン・ベイティ †         |
| 1981 | アトランティック・シティ                   | ルイ・マル                     |
| 1981 | 黄昏                                       | マーク・ライデル               |
| 1981 | プリンス・オブ・シティ                     | シドニー・ルメット             |
| 1981 | ラグタイム                                 | ミロス・フォアマン             |
| 1981 | レイダース/失われたアーク《聖櫃》          | スティーヴン・スピルバーグ     |
| 1982 | ガンジー                                   | リチャード・アッテンボロー †   |
| 1982 | E.T.                                       | スティーヴン・スピルバーグ     |
| 1982 | ミッシング                                 | コスタ＝ガヴラス               |
| 1982 | トッツィー                                 | シドニー・ポラック             |
| 1982 | 評決                                       | シドニー・ルメット             |
| 1983 | 愛のイエントル                             | バーブラ・ストライサンド       |
| 1983 | ドレッサー                                 | ピーター・イェーツ             |
| 1983 | ファニーとアレクサンデル                   | イングマール・ベルイマン       |
| 1983 | シルクウッド                               | マイク・ニコルズ               |
| 1983 | テンダー・マーシー                         | ブルース・ベレスフォード       |
| 1983 | 愛と追憶の日々                             | ジェームズ・L・ブルックス †    |
| 1984 | アマデウス                                 | ミロス・フォアマン †           |
| 1984 | コットンクラブ                             | フランシス・フォード・コッポラ |
| 1984 | キリング・フィールド                       | ローランド・ジョフィ           |
| 1984 | ワンス・アポン・ア・タイム・イン・アメリカ | セルジオ・レオーネ             |
| 1984 | インドへの道                               | デヴィッド・リーン             |
| 1985 | 女と男の名誉                               | ジョン・ヒューストン           |
| 1985 | コーラスライン                             | リチャード・アッテンボロー     |
| 1985 | カラーパープル                             | スティーヴン・スピルバーグ     |
| 1985 | 愛と哀しみの果て                           | シドニー・ポラック †           |
| 1985 | 刑事ジョン・ブック 目撃者                  | ピーター・ウィアー             |
| 1986 | プラトーン                                 | オリバー・ストーン †           |
| 1986 | ハンナとその姉妹                           | ウディ・アレン                 |
| 1986 | ミッション                                 | ローランド・ジョフィ           |
| 1986 | 眺めのいい部屋                             | ジェームズ・アイヴォリー       |
| 1986 | スタンド・バイ・ミー                       | ロブ・ライナー                 |
| 1987 | ラストエンペラー                           | ベルナルド・ベルトルッチ †     |
| 1987 | ブロードキャスト・ニュース                 | ジェームズ・L・ブルックス      |
| 1987 | 遠い夜明け                                 | リチャード・アッテンボロー     |
| 1987 | 危険な情事                                 | エイドリアン・ライン           |
| 1987 | 戦場の小さな天使たち                       | ジョン・ブアマン               |
| 1988 | バード                                     | クリント・イーストウッド       |
| 1988 | A Cry in the Dark                          | フレッド・スケピシ             |
| 1988 | ミシシッピー・バーニング                   | アラン・パーカー               |
| 1988 | レインマン                                 | バリー・レヴィンソン †         |
| 1988 | 旅立ちの時                                 | シドニー・ルメット             |
| 1988 | ワーキング・ガール                         | マイク・ニコルズ               |
| 1989 | 7月4日に生まれて                           | オリバー・ストーン †           |
| 1989 | いまを生きる                               | ピーター・ウィアー             |
| 1989 | ドゥ・ザ・ライト・シング                   | スパイク・リー                 |
| 1989 | グローリー                                 | エドワード・ズウィック         |
| 1989 | 恋人たちの予感                             | ロブ・ライナー                 |

### 1990年代
| 年   | 作品名                                    | 候補者                         |
| ---- | ----------------------------------------- | ------------------------------ |
| 1990 | ダンス・ウィズ・ウルブズ                  | ケビン・コスナー †             |
| 1990 | ゴッドファーザー PART III                 | フランシス・フォード・コッポラ |
| 1990 | グッドフェローズ                          | マーティン・スコセッシ         |
| 1990 | 運命の逆転                                | バーベット・シュローダー       |
| 1990 | シェルタリング・スカイ                    | ベルナルド・ベルトルッチ       |
| 1991 | JFK                                       | オリバー・ストーン             |
| 1991 | バグジー                                  | バリー・レヴィンソン           |
| 1991 | フィッシャー・キング                      | テリー・ギリアム               |
| 1991 | サウス・キャロライナ/愛と追憶の彼方       | バーブラ・ストライサンド       |
| 1991 | 羊たちの沈黙                              | ジョナサン・デミ †             |
| 1992 | 許されざる者                              | クリント・イーストウッド †     |
| 1992 | ア・フュー・グッドメン                    | ロブ・ライナー                 |
| 1992 | ハワーズ・エンド                          | ジェームズ・アイヴォリー       |
| 1992 | ザ・プレイヤー                            | ロバート・アルトマン           |
| 1992 | リバー・ランズ・スルー・イット            | ロバート・レッドフォード       |
| 1993 | シンドラーのリスト                        | スティーヴン・スピルバーグ †   |
| 1993 | エイジ・オブ・イノセンス/汚れなき情事     | マーティン・スコセッシ         |
| 1993 | 逃亡者                                    | アンドリュー・デイヴィス       |
| 1993 | ピアノ・レッスン                          | ジェーン・カンピオン           |
| 1993 | 日の名残り                                | ジェームズ・アイヴォリー       |
| 1994 | フォレスト・ガンプ/一期一会               | ロバート・ゼメキス †           |
| 1994 | レジェンド・オブ・フォール/果てしなき想い | エドワード・ズウィック         |
| 1994 | ナチュラル・ボーン・キラーズ              | オリバー・ストーン             |
| 1994 | パルプ・フィクション                      | クエンティン・タランティーノ   |
| 1994 | クイズ・ショウ                            | ロバート・レッドフォード       |
| 1995 | ブレイブハート                            | メル・ギブソン †               |
| 1995 | アメリカン・プレジデント                  | ロブ・ライナー                 |
| 1995 | アポロ13                                  | ロン・ハワード                 |
| 1995 | カジノ                                    | マーティン・スコセッシ         |
| 1995 | リービング・ラスベガス                    | マイク・フィギス               |
| 1995 | いつか晴れた日に                          | アン・リー                     |
| 1996 | ラリー・フリント                          | ミロス・フォアマン             |
| 1996 | イングリッシュ・ペイシェント              | アンソニー・ミンゲラ †         |
| 1996 | エビータ                                  | アラン・パーカー               |
| 1996 | ファーゴ                                  | ジョエル・コーエン             |
| 1996 | シャイン                                  | スコット・ヒックス             |
| 1997 | タイタニック                              | ジェームズ・キャメロン †       |
| 1997 | アミスタッド                              | スティーヴン・スピルバーグ     |
| 1997 | 恋愛小説家                                | ジェームズ・L・ブルックス      |
| 1997 | ボクサー                                  | ジム・シェリダン               |
| 1997 | L.A.コンフィデンシャル                    | カーティス・ハンソン           |
| 1998 | プライベート・ライアン                    | スティーヴン・スピルバーグ †   |
| 1998 | エリザベス                                | シェーカル・カプール           |
| 1998 | モンタナの風に抱かれて                    | ロバート・レッドフォード       |
| 1998 | 恋におちたシェイクスピア                  | ジョン・マッデン               |
| 1998 | トゥルーマン・ショー                      | ピーター・ウィアー             |
| 1999 | アメリカン・ビューティー                  | サム・メンデス †               |
| 1999 | ことの終わり                              | ニール・ジョーダン             |
| 1999 | ザ・ハリケーン                            | ノーマン・ジュイソン           |
| 1999 | インサイダー                              | マイケル・マン                 |
| 1999 | リプリー                                  | アンソニー・ミンゲラ           |

### 2000年代
| 年   | 作品名                                        | 候補者                                  |
| ---- | --------------------------------------------- | --------------------------------------- |
| 2000 | グリーン・デスティニー                        | アン・リー                              |
| 2000 | エリン・ブロコビッチ                          | スティーヴン・ソダーバーグ              |
| 2000 | グラディエーター                              | リドリー・スコット                      |
| 2000 | 太陽の雫                                      | サボー・イシュトヴァーン                |
| 2000 | トラフィック                                  | スティーヴン・ソダーバーグ †            |
| 2001 | ゴスフォード・パーク                          | ロバート・アルトマン                    |
| 2001 | A.I.                                          | スティーヴン・スピルバーグ              |
| 2001 | ビューティフル・マインド                      | ロン・ハワード †                        |
| 2001 | ロード・オブ・ザ・リング                      | ピーター・ジャクソン                    |
| 2001 | ムーラン・ルージュ                            | バズ・ラーマン                          |
| 2001 | マルホランド・ドライブ                        | デヴィッド・リンチ                      |
| 2002 | ギャング・オブ・ニューヨーク                  | マーティン・スコセッシ                  |
| 2002 | アバウト・シュミット                          | アレクサンダー・ペイン                  |
| 2002 | アダプテーション                              | スパイク・ジョーンズ                    |
| 2002 | シカゴ                                        | ロブ・マーシャル                        |
| 2002 | めぐりあう時間たち                            | スティーブン・ダルドリー                |
| 2002 | ロード・オブ・ザ・リング/二つの塔             | ピーター・ジャクソン                    |
| 2003 | ロード・オブ・ザ・リング/王の帰還             | ピーター・ジャクソン †                  |
| 2003 | コールド マウンテン                           | アンソニー・ミンゲラ                    |
| 2003 | ロスト・イン・トランスレーション              | ソフィア・コッポラ                      |
| 2003 | マスター・アンド・コマンダー                  | ピーター・ウィアー                      |
| 2003 | ミスティック・リバー                          | クリント・イーストウッド                |
| 2004 | ミリオンダラー・ベイビー                      | クリント・イーストウッド †              |
| 2004 | アビエイター                                  | マーティン・スコセッシ                  |
| 2004 | クローサー                                    | マイク・ニコルズ                        |
| 2004 | ネバーランド                                  | マーク・フォースター                    |
| 2004 | サイドウェイ                                  | アレクサンダー・ペイン                  |
| 2005 | ブロークバック・マウンテン                    | アン・リー †                            |
| 2005 | ナイロビの蜂                                  | フェルナンド・メイレレス                |
| 2005 | グッドナイト&グッドラック                     | ジョージ・クルーニー                    |
| 2005 | キング・コング                                | ピーター・ジャクソン                    |
| 2005 | マッチポイント                                | ウディ・アレン                          |
| 2005 | ミュンヘン                                    | スティーヴン・スピルバーグ              |
| 2006 | ディパーテッド                                | マーティン・スコセッシ †                |
| 2006 | バベル                                        | アレハンドロ・ゴンサレス・イニャリトゥ  |
| 2006 | 父親たちの星条旗                              | クリント・イーストウッド                |
| 2006 | 硫黄島からの手紙                              | クリント・イーストウッド                |
| 2006 | クィーン                                      | スティーヴン・フリアーズ                |
| 2007 | 潜水服は蝶の夢を見る                          | ジュリアン・シュナーベル                |
| 2007 | アメリカン・ギャングスター                    | リドリー・スコット                      |
| 2007 | つぐない                                      | ジョー・ライト                          |
| 2007 | ノーカントリー                                | イーサン・コーエン ジョエル・コーエン † |
| 2007 | スウィーニー・トッド フリート街の悪魔の理髪師 | ティム・バートン                        |
| 2008 | スラムドッグ$ミリオネア                       | ダニー・ボイル †                        |
| 2008 | ベンジャミン・バトン 数奇な人生               | デヴィッド・フィンチャー                |
| 2008 | フロスト×ニクソン                             | ロン・ハワード                          |
| 2008 | 愛を読むひと                                  | スティーブン・ダルドリー                |
| 2008 | レボリューショナリー・ロード/燃え尽きるまで   | サム・メンデス                          |
| 2009 | アバター                                      | ジェームズ・キャメロン                  |
| 2009 | ハート・ロッカー                              | キャスリン・ビグロー †                  |
| 2009 | イングロリアス・バスターズ                    | クエンティン・タランティーノ            |
| 2009 | インビクタス/負けざる者たち                   | クリント・イーストウッド                |
| 2009 | マイレージ、マイライフ                        | ジェイソン・ライトマン                  |

### 2010年代
| 年   | 作品名                                            | 候補者                                   |
| ---- | ------------------------------------------------- | ---------------------------------------- |
| 2010 | ソーシャル・ネットワーク                          | デヴィッド・フィンチャー                 |
| 2010 | ブラック・スワン                                  | ダーレン・アロノフスキー                 |
| 2010 | ザ・ファイター                                    | デヴィッド・O・ラッセル                  |
| 2010 | インセプション                                    | クリストファー・ノーラン                 |
| 2010 | 英国王のスピーチ                                  | トム・フーパー †                         |
| 2011 | ヒューゴの不思議な発明                            | マーティン・スコセッシ                   |
| 2011 | アーティスト                                      | ミシェル・アザナヴィシウス †             |
| 2011 | ファミリー・ツリー                                | アレクサンダー・ペイン                   |
| 2011 | スーパー・チューズデー 〜正義を売った日〜         | ジョージ・クルーニー                     |
| 2011 | ミッドナイト・イン・パリ                          | ウディ・アレン                           |
| 2012 | アルゴ                                            | ベン・アフレック                         |
| 2012 | ゼロ・ダーク・サーティ                            | キャスリン・ビグロー                     |
| 2012 | ライフ・オブ・パイ/トラと漂流した227日            | アン・リー †                             |
| 2012 | リンカーン                                        | スティーヴン・スピルバーグ               |
| 2012 | ジャンゴ 繋がれざる者                             | クエンティン・タランティーノ             |
| 2013 | ゼロ・グラビティ                                  | アルフォンソ・キュアロン †               |
| 2013 | それでも夜は明ける                                | スティーヴ・マックイーン                 |
| 2013 | アメリカン・ハッスル                              | デヴィッド・O・ラッセル                  |
| 2013 | キャプテン・フィリップス                          | ポール・グリーングラス                   |
| 2013 | ネブラスカ ふたつの心をつなぐ旅                   | アレクサンダー・ペイン                   |
| 2014 | 6才のボクが、大人になるまで。                     | リチャード・リンクレイター               |
| 2014 | バードマン あるいは（無知がもたらす予期せぬ奇跡） | アレハンドロ・ゴンサレス・イニャリトゥ † |
| 2014 | ゴーン・ガール                                    | デヴィッド・フィンチャー                 |
| 2014 | グランド・ブダペスト・ホテル                      | ウェス・アンダーソン                     |
| 2014 | グローリー/明日への行進                           | エイヴァ・デュヴァーネイ                 |
| 2015 | レヴェナント: 蘇えりし者                          | アレハンドロ・ゴンサレス・イニャリトゥ † |
| 2015 | キャロル                                          | トッド・ヘインズ                         |
| 2015 | マッドマックス 怒りのデス・ロード                 | ジョージ・ミラー                         |
| 2015 | オデッセイ                                        | リドリー・スコット                       |
| 2015 | スポットライト 世紀のスクープ                     | トム・マッカーシー                       |
| 2016 | ラ・ラ・ランド                                    | デイミアン・チャゼル †                   |
| 2016 | ノクターナル・アニマルズ                          | トム・フォード                           |
| 2016 | ハクソー・リッジ                                  | メル・ギブソン                           |
| 2016 | ムーンライト                                      | バリー・ジェンキンス                     |
| 2016 | マンチェスター・バイ・ザ・シー                    | ケネス・ロナーガン                       |
| 2017 | シェイプ・オブ・ウォーター                        | ギレルモ・デル・トロ †                   |
| 2017 | スリー・ビルボード                                | マーティン・マクドナー                   |
| 2017 | ダンケルク                                        | クリストファー・ノーラン                 |
| 2017 | ゲティ家の身代金                                  | リドリー・スコット                       |
| 2017 | ペンタゴン・ペーパーズ/最高機密文書               | スティーヴン・スピルバーグ               |
| 2018 | ROMA/ローマ                                       | アルフォンソ・キュアロン †               |
| 2018 | アリー/ スター誕生                                | ブラッドリー・クーパー                   |
| 2018 | グリーンブック                                    | ピーター・ファレリー                     |
| 2018 | ブラック・クランズマン                            | スパイク・リー                           |
| 2018 | バイス                                            | アダム・マッケイ                         |
| 2019 | 1917 命をかけた伝令                               | サム・メンデス                           |
| 2019 | アイリッシュマン                                  | マーティン・スコセッシ                   |
| 2019 | ジョーカー                                        | トッド・フィリップス                     |
| 2019 | ワンス・アポン・ア・タイム・イン・ハリウッド      | クエンティン・タランティーノ             |
| 2019 | パラサイト 半地下の家族                           | ポン・ジュノ †                           |

### 2020年代
| 年   | 作品名                                             | 候補者                                   |
| ---- | -------------------------------------------------- | ---------------------------------------- |
| 2020 | ノマドランド                                       | クロエ・ジャオ†                          |
| 2020 | Mank/マンク                                        | デヴィッド・フィンチャー                 |
| 2020 | あの夜、マイアミで                                 | レジーナ・キング                         |
| 2020 | プロミシング・ヤング・ウーマン                     | エメラルド・フェネル                     |
| 2020 | シカゴ7裁判                                        | アーロン・ソーキン                       |
| 2021 | パワー・オブ・ザ・ドッグ                           | ジェーン・カンピオン†                    |
| 2021 | ベルファスト                                       | ケネス・ブラナー                         |
| 2021 | DUNE/デューン 砂の惑星                             | ドゥニ・ヴィルヌーヴ                     |
| 2021 | ロスト・ドーター                                   | マギー・ジレンホール                     |
| 2021 | ウエスト・サイド・ストーリー                       | スティーヴン・スピルバーグ               |
| 2022 | フェイブルマンズ                                   | スティーヴン・スピルバーグ               |
| 2022 | アバター:ウェイ・オブ・ウォーター                  | ジェームズ・キャメロン                   |
| 2022 | エブリシング・エブリウェア・オール・アット・ワンス | ダニエル・クワン、ダニエル・シャイナート |
| 2022 | エルヴィス                                         | バズ・ラーマン                           |
| 2022 | イニシェリン島の精霊                               | マーティン・マクドナー                   |
| 2023 | オッペンハイマー                                   | クリストファー・ノーラン                 |
| 2023 | バービー                                           | グレタ・ガーウィグ                       |
| 2023 | キラーズ・オブ・ザ・フラワームーン                 | マーティン・スコセッシ                   |
| 2023 | マエストロ: その音楽と愛と                         | ブラッドリー・クーパー                   |
| 2023 | パスト ライブス/再会                               | セリーヌ・ソン                           |
| 2023 | 哀れなるものたち                                   | ヨルゴス・ランティモス                   |
| 2024 | ブルータリスト                                     | ブラディ・コーベット                     |
| 2024 | 私たちが光と想うすべて                             | パヤル・カパーリヤー                     |
| 2024 | ANORA アノーラ                                     | ショーン・ベイカー                       |
| 2024 | 教皇選挙                                           | エドワード・ベルガー                     |
| 2024 | エミリア・ペレス                                   | ジャック・オーディアール                 |
| 2024 | サブスタンス                                       | コラリー・ファルジャ                     |

## 複数回候補者
14回
- スティーヴン・スピルバーグ (14/3)

10回
- マーティン・スコセッシ (10/3)

7回
- クリント・イーストウッド (7/3)
- フレッド・ジンネマン (7/2)

6回
- フランシス・フォード・コッポラ (6/2)
- シドニー・ルメット (6/1)

5回
- ウディ・アレン (5/0)
- ジョン・ヒューストン (5/2)
- スタンリー・クレイマー (5/1)
- マイク・ニコルズ (5/1)
- ビリー・ワイルダー (5/2)
- ロバート・ワイズ (5/0)

4回
- ロバート・アルトマン (4/1)
- デヴィッド・フィンチャー (4/1)
- ミロス・フォアマン (4/3)
- ピーター・ジャクソン (4/1)
- エリア・カザン (4/4)
- スタンリー・キューブリック (4/0)
- デヴィッド・リーン (4/3)
- アン・リー (4/2)
- アレクサンダー・ペイン (4/0)
- ロバート・レッドフォード (4/1)
- ロブ・ライナー (4/0)
- リドリー・スコット (4/0)
- オリバー・ストーン (4/3)
- クエンティン・タランティーノ (4/0)
- ピーター・ウィアー (4/0)
- ウィリアム・ワイラー (4/1)

3回
- ハル・アシュビー (3/0)
- リチャード・アッテンボロー (3/1)
- ベルナルド・ベルトルッチ (3/1)
- ジェームズ・L・ブルックス (3/0)
- ジョージ・キューカー (3/1)
- ロン・ハワード (3/0)
- アレハンドロ・ゴンサレス・イニャリトゥ (3/1)
- ジェームズ・アイヴォリー (3/0)
- ノーマン・ジュイソン (3/0)
- サム・メンデス (3/2)
- アンソニー・ミンゲラ (3/0)
- ヴィンセント・ミネリ (3/1)
- アラン・パーカー (3/0)
- シドニー・ポラック (3/0)
- ジョン・シュレシンジャー (3/0)
- ジョージ・スティーヴンス (3/0)
- ジェームズ・キャメロン (3/2)
- クリストファー・ノーラン (3/1)

2回
- キャスリン・ビグロー (2/0)
- ピーター・ボグダノヴィッチ (2/0)
- ジョン・ブアマン (2/0)
- リチャード・ブルックス (2/0)
- ジェーン・カンピオン (2/1)
- ジョージ・クルーニー (2/0)
- ジョエル・コーエン (2/0)
- アルフォンソ・キュアロン (2/2)
- スティーブン・ダルドリー (2/0)
- ボブ・フォッシー (2/0)
- ウィリアム・フリードキン (2/2)
- ジョン・フランケンハイマー (2/0)
- メル・ギブソン (2/1)
- ローランド・ジョフィ (2/0)
- スパイク・リー (2/0)
- バリー・レヴィンソン (2/0)
- ジョシュア・ローガン (2/1)
- ジョージ・ルーカス (2/0)
- デイヴィッド・リンチ (2/0)
- ジョーゼフ・L・マンキーウィッツ (2/0)
- ロバート・マリガン (2/0)
- ロマン・ポランスキー (2/1)
- オットー・プレミンジャー (2/0)
- マーティン・リット (2/0)
- デヴィッド・O・ラッセル (2/0)
- マーク・ライデル (2/0)
- スティーヴン・ソダーバーグ (2/0)
- バーブラ・ストライサンド (2/1)
- ピーター・イェーツ (2/0)
- エドワード・ズウィック (2/0)
- バズ・ラーマン(2/0)
- マーティン・マクドナー(2/0)
- ブラッドリー・クーパー(2/0)

## 複数回受賞者
4回
- エリア・カザン

3回
- クリント・イーストウッド
- ミロス・フォアマン
- デヴィッド・リーン
- マーティン・スコセッシ
- オリバー・ストーン
- スティーヴン・スピルバーグ

2回
- ジェームズ・キャメロン
- フランシス・フォード・コッポラ
- アルフォンソ・キュアロン
- ウィリアム・フリードキン
- ジョン・ヒューストン
- アン・リー
- サム・メンデス
- ビリー・ワイルダー
- フレッド・ジンネマン